# Jared Terrell
Jared Terrell (Weymouth, 10 febbraio 1995) è un cestista statunitense.

## Palmarès
- Campionato ucraino: 1

Dnipro: 2019-20